# Bobowicko

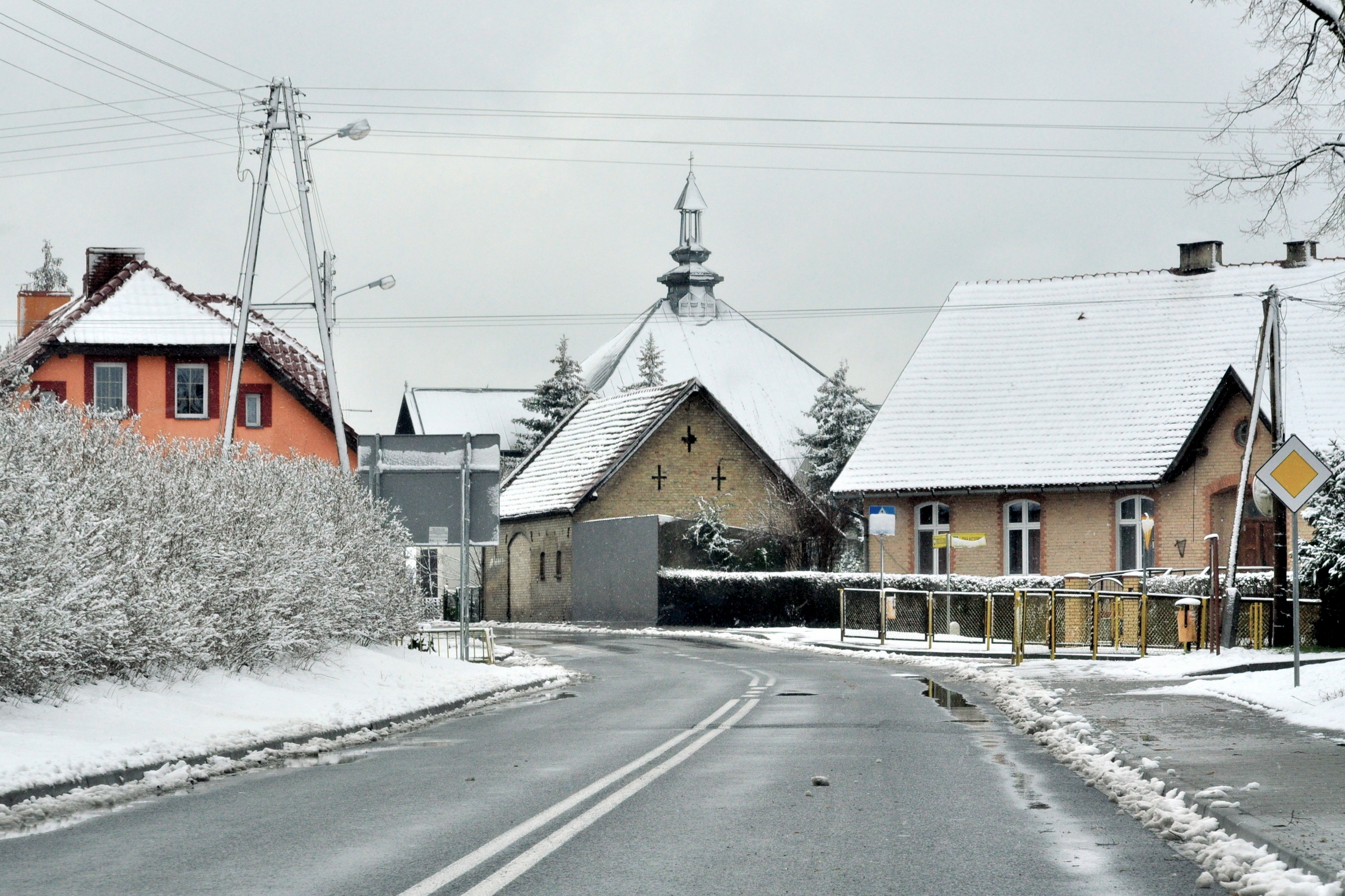
Widok na kościół parafialny

Bobowicko – wieś w Polsce, położona w województwie lubuskim, w powiecie międzyrzeckim, w gminie Międzyrzecz. 
We wsi jest przystanek kolejowy Bobowicko.

## Położenie
Bobowicko położone jest nad brzegiem jeziora Bobowickiego, 5 km na wschód od Międzyrzecza, w ciągu drogi wojewódzkiej nr 137 relacji Słubice – Trzciel (przy jej skrzyżowaniu z drogą powiatową w kierunku Pszczewa). Przez miejscowość przebiega linia kolejowa relacji Międzyrzecz – Międzychód.
| SIMC    | Nazwa    | Rodzaj     |
| ------- | -------- | ---------- |
| 0183934 | Karolewo | przysiółek |

## Historia
Miejscowość pierwotnie związana była z Wielkopolską. Ma metrykę średniowieczną i istnieje co najmniej od XV wieku. Wymieniona w dokumencie z 1405 pod obecną nazwą „Bobowicko”, 1407 „Bobouiczsko”, 1408 „Bobowicsko”, 1454 „Bobowicz”, 1462 „Bobowyczko”, 1944 „Bobelwitz” .
Wieś w średniowieczu pełniła funkcje obronne – chroniąc główny szlak z Poznania na zachód. W XV wieku była własnością szlachecką  Raba Bobowickiego. Wieś wspominały historyczne dokumenty prawne, własnościowe i podatkowe. Miejscowość wielokrotnie odnotowują akta procesowe. W latach 1407–1412 dokumenty sądowe odnotowują szereg procesów majątkowych właścicieli wsi oraz lokalnych majętności. Dla przykładu w 1411 odnotowano spór Raba ze Szczepanem z Wilkowa o 2 łany w Bobowicku. W 1436 właścicielem miejscowości był Stefan Konopka Bobowiecki, a w latach 1452–1477 Mikołaj Bobowicki. W 1476 miejscowość leżała w powiecie poznańskim Korony Królestwa Polskiego .
W 1478 Bobowicko wymienione zostało w wykazie zaległości podatkowych. W 1508 należała do parafii międzyrzeckiej we wsi odbył się pobór z 8 półłanków oraz 6 groszy pobrano z karczmy. W 1563 pobór z 4 łanów, karczmy i od kowala. W 1564 miał miejsce pobór z 7 łanów. W latach 1564–65 wzięto 7 groszy poradlnego dla zamku międzyrzeckiego. W 1577 płatnikiem podatku był szlachcic Jerzy Kreski. W 1580 Jerzy Nadelwicz Kręski zapłacił od 4 łanów ziemi, po 6 groszy od 9 zagrodników, po 8 groszy od 2 komorników, 4 grosze od jednego zagrodnika, a także 4 grosze od pasterza wypasającego 80 owiec, 6 groszy od kowala z kęsem roli .
W XVI wieku stała się ważnym ośrodkiem braci polskich, a właściciel majątku Jerzy Nadlewicz Kręski organizował w miejscowym kościele synody braci polskich. Po wypędzeniu braci polskich z Polski (1658 r.) Bobowicko przeszło na własność rodu von Seydlitz, następnie von Kalckreuth i do 1945 roku – Dziembowskich.
Miejscowość w 1580 roku była wsią szlachecką odnotowaną jako Bobowieczko i położona była  w powiecie poznańskim województwa poznańskiego w Rzeczypospolitej Obojga Narodów. 
W latach 1954–1972 wieś należała i była siedzibą władz gromady Bobowicko. W latach 1975–1998 wieś administracyjnie należała do województwa gorzowskiego.

## Zabytki

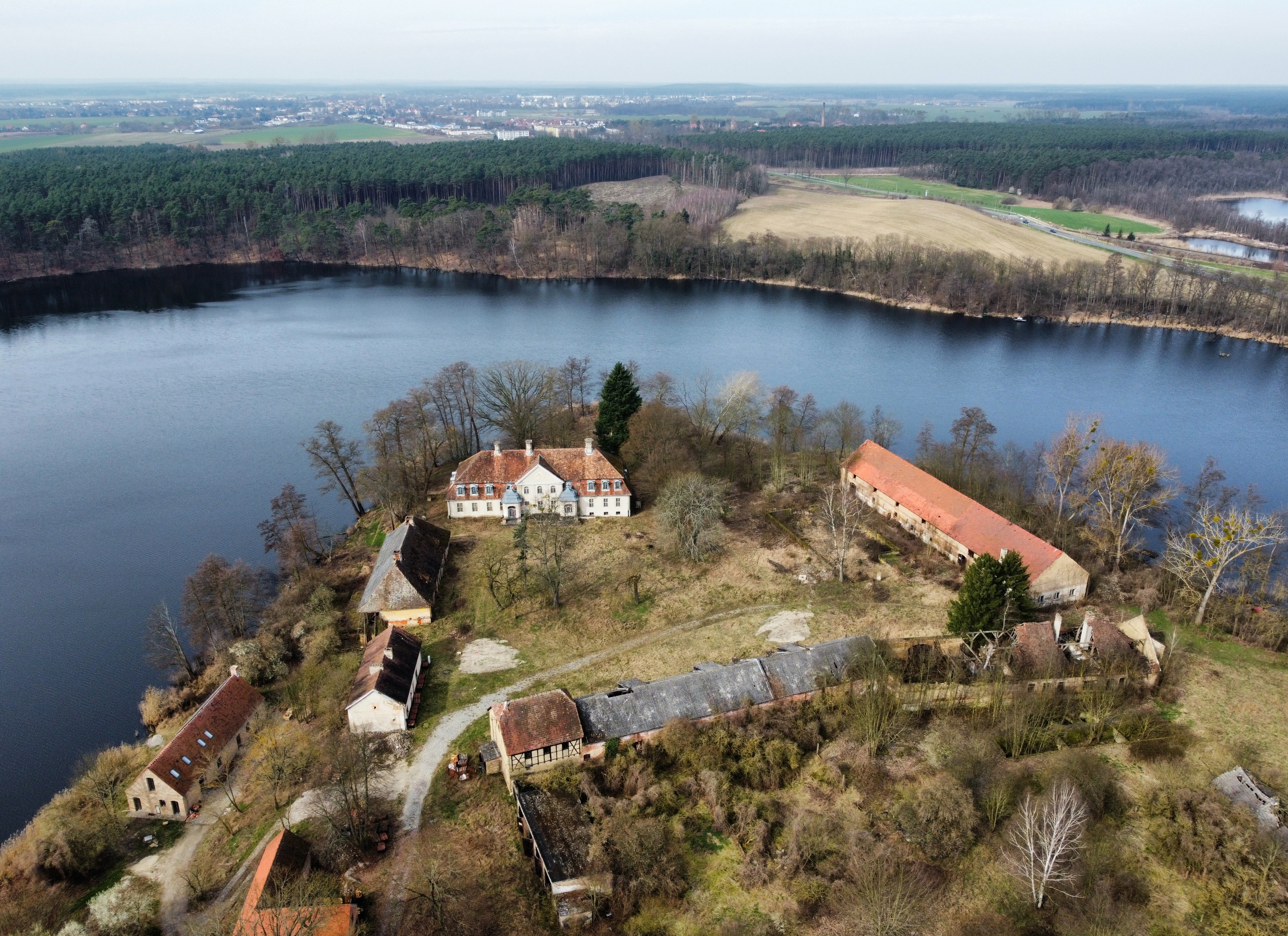
Zespół pałacowy widziany z powietrza

Do wojewódzkiego rejestru zabytków wpisany jest:
- zespół pałacowy, z połowy XVIII wieku, XIX–XX wieku: 
  - pałac, wybudowany w stylu barokowym z XVIII wieku, kilkakrotnie przebudowywany w XIX wieku i XX wieku, położony na skarpie nad brzegiem Jeziora Bobowickiego
  - oficyna, tzw. stary dworek, zbudowany na przełomie XVIII wieku i XIX wieku, obecnie opuszczony
  - park niewielki, otacza pałac. Do parku przeniesiono cztery stare nagrobki, m.in. obelisk poświęcony jednemu z Dziembowskich, zmarłemu w 1783 r.
  - zabudowania folwarku znajdujące się w pobliżu pałacu, poza rejestrem

inne obiekty:
- kościół parafialny Miłosierdzia Bożego

## Życie codzienne
W miejscowości znajdują się dwa osiedla budownictwa jednorodzinnego, wybudowane na przełomie lat 70. i 80. XX wieku, a zlokalizowane po obydwu stronach drogi wojewódzkiej (przy jej wylocie na Trzciel) – jedno położone nad brzegiem jeziora (o nazwach ulic pochodzących od drzew liściastych), drugie obok lasu (o nazwach ulic pochodzących od drzew iglastych). Ponadto funkcjonuje tutaj kąpielisko wodne, szkoła średnia (Zespół Szkół Rolniczych im. Zesłańców Sybiru) oraz gospodarstwo agroturystyczne, sklep ogólnospożywczy oraz kilka punktów rzemieślniczo-usługowych. Od 1996 nieczynna pozostaje stacja kolejowa. Wieś posiada sieci: kanalizacji sanitarnej, kanalizacji deszczowej, wodociągową, elektroenergetyczną (w tym oświetleniową), gazową i telefoniczną. Ustawiony jest w niej również maszt sieci telefonii komórkowych.

## Sołectwo Bobowicko
W jego skład wchodzą: wieś Bobowicko i położony 2 km na południowy wschód od niej przysiółek Karolewo. W sumie zamieszkuje je na stałe 682 mieszkańców.